# Districte de Bilene Macia
El Districte de Bilene Macia és un districte de Moçambic, situat a la província de Gaza. Té una superfície 2.719 kilòmetres quadrats. En 2007 comptava amb una població de 151.548 habitants. Limita al nord amb el districte de Chókwè, a l'est amb els districtes de Chibuto i Xai-Xai, al sud amb l'oceà Índic i a l'oest amb els districtes de Manhiça i Moamba de la província de Maputo.

## Divisió administrativa
El districte està dividit en sis postos administrativos (Chissano, Macia, Macuane, Mazivila, Messano i Praia do Bilene), compostos per les següents localitats:
- Posto Administrativo de Chissano:
  - Chikotane
  - Chimonzo
  - Chissano
  - Incaia
  - Licilo
- Posto Administrativo de Macia:
  - Vila de Macia
  - Macia
- Posto Administrativo de Macuane:
  - Chichango
  - Macuane
  - Tuane Oriental
- Posto Administrativo de Mazivila:
  - Mazivilae
  - Olombe
  - Zimbene
- Posto Administrativo de Messano:
  - Magul
  - Manonho
  - Messano
- Posto Administrativo de Praia do Bilene:
  - Vila da Praia do Bilene